# Weinburg am Saßbach
Weinburg am Saßbach là một đô thị thuộc huyện Radkersburg thuộc bang Steiermark, nước Áo. Đô thị Weinburg am Saßbach có diện tích 25 km², dân số thời điểm cuối năm 2005 là 1097 người.